# پیتر هورتون
پیتر هورتون (انگلیسی: Peter Horton؛ زادهٔ ۲۰ اوت ۱۹۵۳) یک هنرپیشه اهل ایالات متحده آمریکا است.

## بخشی از فیلمشناسی
از فیلم‌ها یا برنامه‌های تلویزیونی که وی در آن نقش داشته‌است می‌توان به آثار زیر اشاره کرد.
- محو شدن به سمت سیاهی (۱۹۸۰)
- شکاف تصویر (۱۹۸۲)
- کودکان ذرت (فیلم ۱۹۸۴) (۱۹۸۴)
- زنان آمازون در ماه (۱۹۸۷)
- مجردها (فیلم ۱۹۹۲) (۱۹۹۲)
- گروه پرستاران بچه (۱۹۹۵)
- ۲ روز در دره (۱۹۹۶)
- اسب دیوانه (فیلم) (۱۹۹۶)
- به‌سوی هوای رقیق: برداشتی شخصی از فاجعه کوه اورست (۱۹۹۷)
- کارخانه گرد و غبار (۲۰۰۴)
- ادیسه آمریکایی (۲۰۱۵)
- آمستردام جدید (سریال تلویزیونی) (۲۰۱۸)